# استوئر
استوئر (به انگلیسی: Stoer) یک روستا در بریتانیا است که در هایلند واقع شده‌است.